# Hilarographa gunongana
Hilarographa gunongana is een vlinder uit de familie bladrollers (Tortricidae). De wetenschappelijke naam van de soort is voor het eerst geldig gepubliceerd in 2009 door Józef Razowski.

## Type
- holotype: "male. 25.V.-1.VII.1978. leg. J.M. Marshall. genitalia slide no. 31869"
- instituut: BMNH. Londen, Engeland
- typelocatie: "Sarawak, Gunong Mulu National Park, R. G. S. Expedition Base Camp"